# Сан-Луїс (річка)
Сан-Луїс (ісп. Río San Luis) — річка в уругвайському департаменті Роча. Починається в районі хребта Карбонера і вливається в озеро Мірим. Витоком річки служать декілька повноводних річок, тому її площа басейну становить 2360 км². Довжина близько 110 км.
Її основними притоками є річка Арройо-Індія-Муерта і річка Арройо-де-ла-Коронілла, в яку впадає річка Арройо-Саранді-де-лос-Амаралес.
Її води використовуються для рисових полів. Вона є четвертим найбільшим притоком озера Мірим.